# Chordifex isomorphus
Chordifex isomorphus är en gräsväxtart som först beskrevs av Kingsley Wayne Dixon och Kathy A. Meney, och fick sitt nu gällande namn av Barbara Gillian Briggs och Lawrence Alexander Sidney Johnson. Chordifex isomorphus ingår i släktet Chordifex och familjen Restionaceae. Inga underarter finns listade i Catalogue of Life.